# Arcachón
Arcachón (en francés: Arcachon; en occitano: Arcaishon) es una localidad y comuna francesa situada en el departamento de Gironda en la región de Nueva Aquitania.

## Demografía
| 14 862 | 14 986 | 13 892 | 13 293 | 11 770 | 11 454 |
| Para los censos de 1962 a 1999 la población legal corresponde a la población sin duplicidades (Fuente: INSEE [Consultar]) |        |        |        |        |        |

## Historia

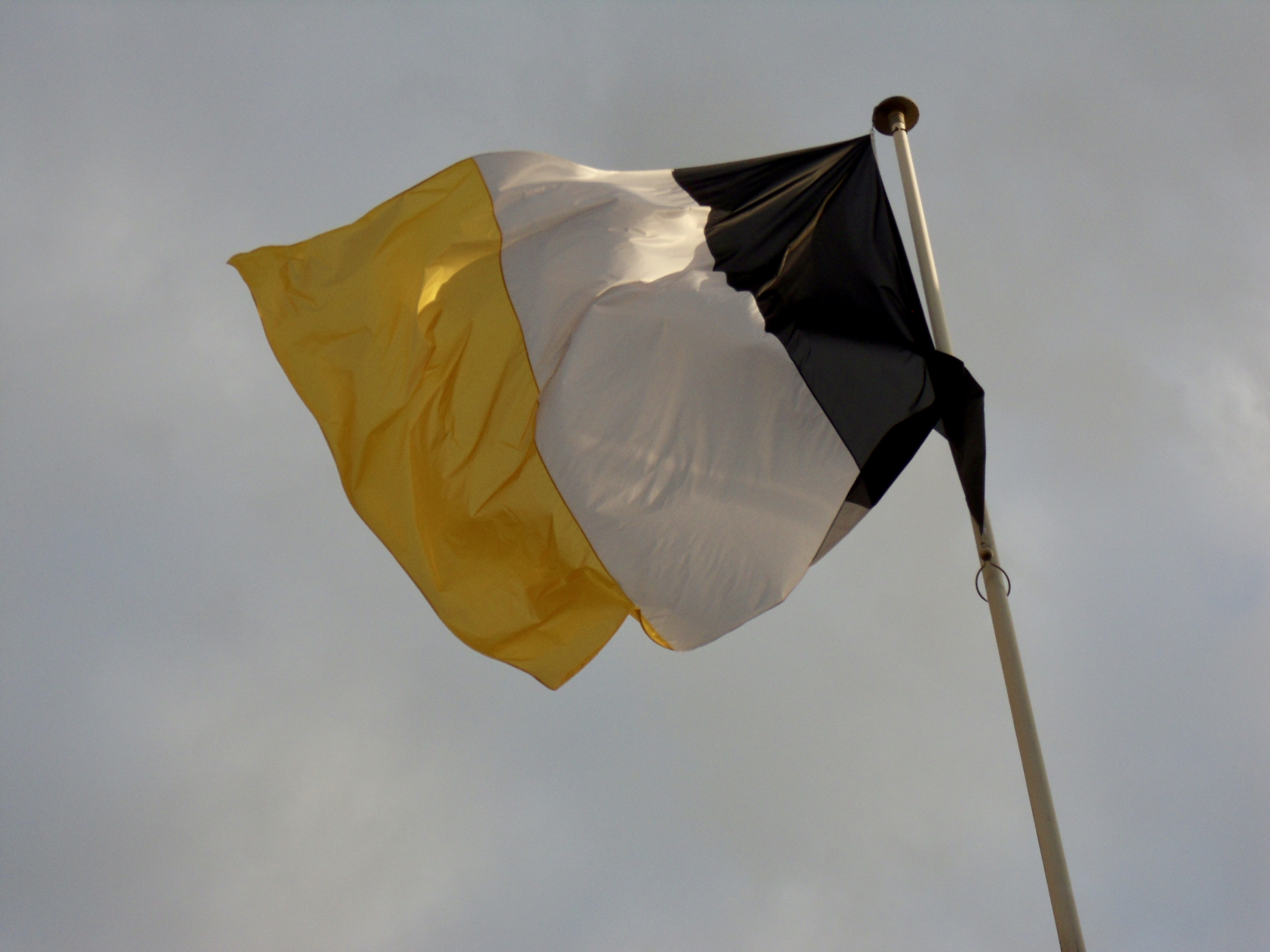
Bandera de Arcachón

Arcachón fue constituida comuna por Decreto imperial de Napoleón III el 2 de mayo de 1857, coincidiendo con la inauguración de la línea de ferrocarril Burdeos-La Teste-Arcachón. Con anterioridad, la comuna había sido tradicionalmente un pequeño establecimiento de pescadores que con el auge, a lo largo de la primera mitad del siglo XIX, de la moda de las estaciones balnearias, fue adquiriendo renombre y popularidad, como destino vacacional, entre las clases acomodadas de Francia. Los hermanos Péreire, principales accionistas de la compañía Compagnie des Chemins de Fer du Midi, crearon la llamada ville d’Hiver, uno de los cuatro centros de ocio desde los cuales se desarrolló la actividad económica de la comuna. A partir de 1862 se emprendió un programa de urbanismo por el que se trazaron las principales calles y avenidas a la par que se construyeron numerosas residencias y mansiones. Desde 1985, la ville d’Hiver es reconocida como monumento histórico de Francia. 
En 1863, la actividad turística recibió un nuevo impulso con la estancia del Emperador y desde entonces, su reputación se fue afirmando hasta que en 1926 fue declarada oficialmente "estación balnearia".
Desde el 6 de diciembre de 2006, Arcachón es subprefectura del distrito de Arcachón, creado al efecto.

## Lugares de interés
- La cuenca de Arcachón, donde destaca particularmente la Duna de Pilat.
- La Île aux oiseaux y las cabañas tchanquées.
- La estación balnearia de Pyla-sur-Mer
- El puerto de Arcachón, el segundo puerto deportivo del Atlántico.
- Las playas.
- La capilla y el barrio de los marineros.Cabanne tchanquée

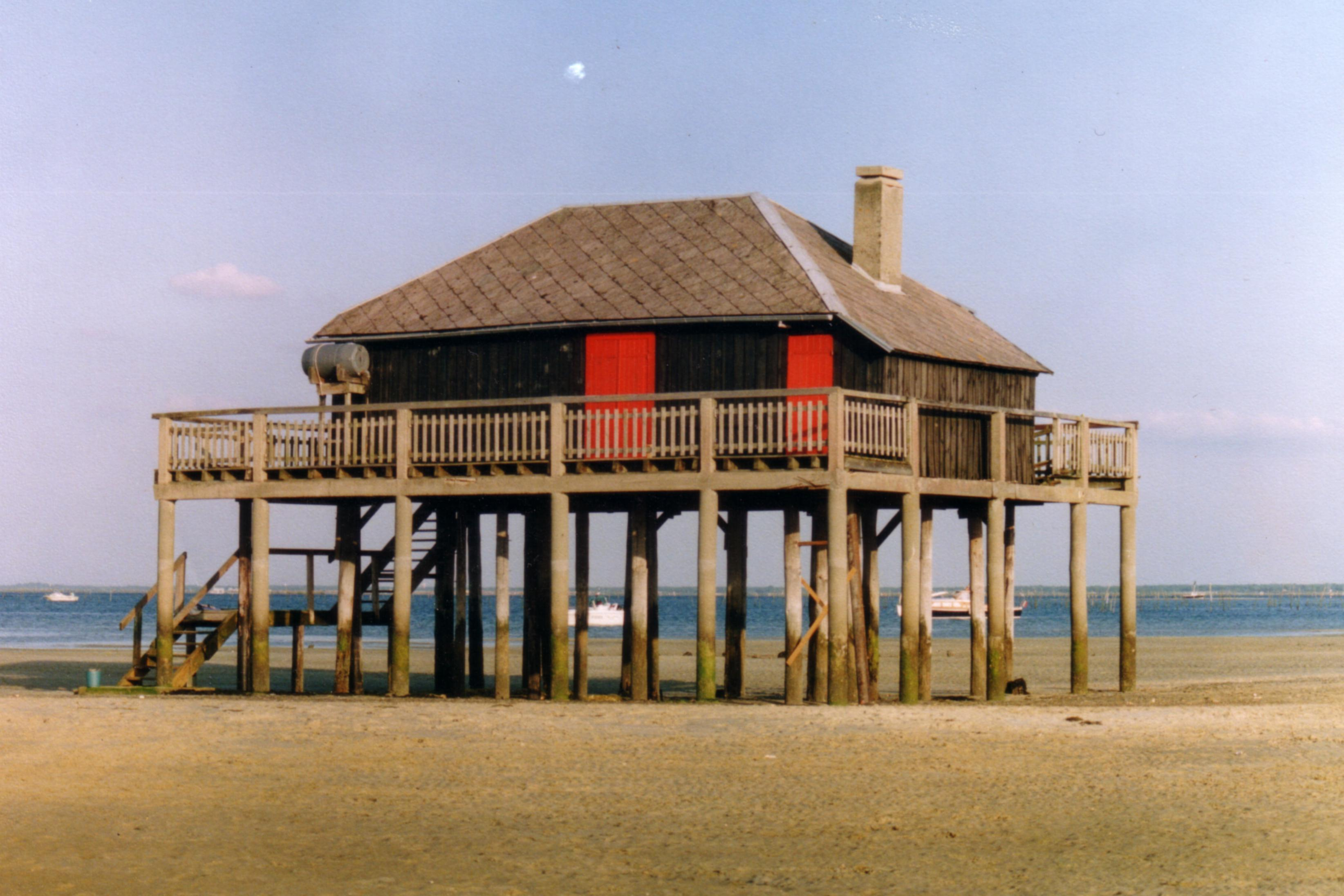
Cabanne tchanquée